# Království Borgu

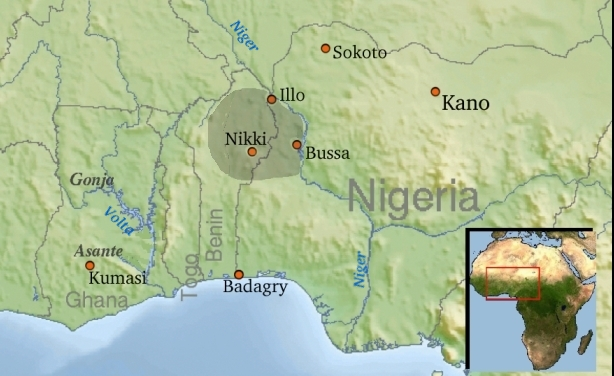
Území království Borgu

Borgu (francouzsky: Borgou) je region na severozápadě Nigérie a na severu Beninské republiky. Území bylo rozděleno mezi Velkou Británii a Francii Anglo-francouzskou konvencí z roku 1898. Smlouva je také známá jako Nigerijská úmluva. Lidé království Borgu se nazývají Bariba a Borgawa.

## Historie:Legenda o Kisrovi
Podle legendy o Kisrovi známé lidem v na celém území Borgu zde založil malá království Kisra hrdina, který podle ústní tradice emigroval z Birnin Kisra („město Kisra“) v Arábii.

## Koloniální éra
Během britské koloniální éry se oblast nacházela na území nárokovaném společností Royal Niger Company, ale soupeření mezi Británií a Francií o kontrolu obchodu na řece Niger vedlo k okupaci oblasti Francouzi, například v Illo, a rozmístění probritských západoafrických hraničních sil v Yashikera a jinde v regionu.
Záležitost byla urovnána Anglo-francouzskou dohodou o vymezení hranic. Později britská vláda rozdělila Nigérii na severní a jižní protektoráty. Borgu se stal součástí protektorátu Severní Nigérie. Britská stanoviště byla zřízena podél řeky Niger a v Jebbě, Zungeru, Lokoji a Illu a byla mezi nimi zřízeno poštovní spojení sloužící komunikaci s Británií.

## Současnost
I přes rozdělení území koloniálními hranicemi existuje stále obchodní a kulturní propojení mezi drobnými královstvími Borgu v Beninu a Nigérii. Tři hlavní království jsou Bussa, Illo a Nikki. Bussa je tradičně považována za duchovní centrum Borgu, Nikki za centrum politické moci a Illo za obchodní středisko.